# Friedelsheimer Gerümpel
Gerümpel heißt eine Weinlage bei der rheinland-pfälzischen Gemeinde Friedelsheim. Ihre Rebfläche umfasst 56,2 Hektar.

## Lage, Klima, Böden
Das Gerümpel gehört zum Weinanbaugebiet Pfalz und hier zum Bereich Mittelhaardt-Deutsche Weinstraße. Es ist eine Einzellage, die zur Großlage Deidesheimer Hofstück gehört. Sie befindet sich vollständig auf der Gemarkung von Friedelsheim. Die Höhenlage reicht von etwa 116 bis 125 m ü. NHN; das Gelände hier ist zu 20 % geneigt, zu 80 % flach. Die Böden des Gerümpels bestehen aus sandigem Lehm und kalkhaltigem Löss.

## Name
Der Name des Flurstücks bei Friedelsheim wurde zu Anfang des 19. Jahrhunderts zum ersten Mal erwähnt „Im Gerümpel“. Zu möglichen Bedeutungen bzw. dessen Herkunft siehe Wachenheimer Gerümpel#Name, bei der gleichnamigen Weinlage im benachbarten Wachenheim an der Weinstraße.

## Weitere Weinlagen der Pfalz
- Siehe Liste der Weinlagen der Pfalz